# Maevia expansa
Espèce
Maevia expansa est une espèce d'araignées aranéomorphes de la famille des Salticidae.

## Distribution
Cette espèce est endémique des États-Unis. Elle se rencontre en Floride et en Géorgie.

## Description
Le mâle holotype mesure 5,17 mm et la femelle paratype 6,97 mm.

## Publication originale
- Barnes, 1955 : North American jumping spiders of the genus Maevia. American Museum Novitates, no 1746, p. 1-13 (texte intégral).